# Rudolf Carlborg
Carl Rudolf Carlborg, född 27 maj 1892 i Stockholm, död 1963, var en svensk konstnär, inredningsarkitekt och en kulturhistorisk miljöskildrare.
Han var son till järnvägstjänstemannen Carl Johan Carlborg och Jeanne Albertina Larsson. Carlborg studerade vid Tekniska skolan i Stockholm 1905-1910 och anställdes därefter vid NK:s arkitektkontor, där han för deras räkning arbetade i Buenos Aires 1919-1923. Hans största arbete var att rita och leda arbetet vid uppförandet av Nordiska Kompaniets affärshus för möbler och inredningar i Buenos Aires. Samtidigt med arbetet vid NK bedrev han gemensamma studier i möbelarkitektur tillsammans med Albin Elison 1910-1919 och på egen hand fotograferade han 204 portomfattningar i Stockholm 1910-1918 samt mätte upp och ritade av 102 byggnadsbeslag 1914-1915. Samtliga studiesamlingar överlämnades senare i form av kopior till Stockholms stadshus, Stockholms stadsmuseum, Tekniska högskolans arkitekturbibliotek, Röhsska konstslöjdmuseet och vid den tiden verksamma Stockholmsarkitekter. Hans konstnärskap blev känt för en större allmänhet genom en serie färgreproduktioner i Publicistklubbens Julkvällen 1943. Han ställde ut med 97 olika motiv på Rotohallen i Stockholm 1944 och på Linköpings museum 1945. Hans bildkonst består av målningar med interiörer och arkitekturbilder i akvarell och gouache. Carlberg är representerad vid Stockholms stadsmuseum, Norrköpings konstmuseum  och Östergötlands museum.